# Eugen Gomringer

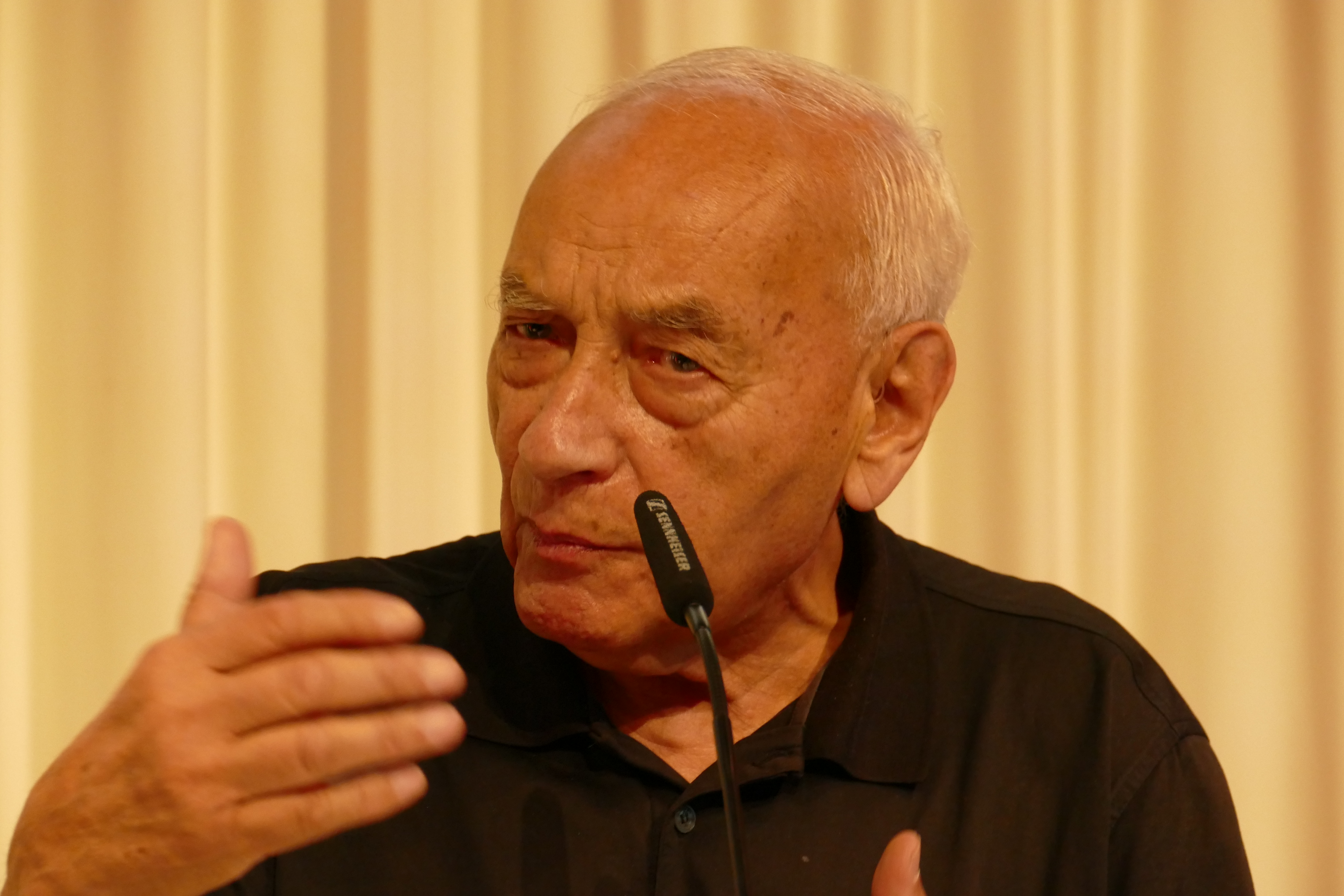
Eugen Gomringer auf dem Poesiefestival Berlin (2018)

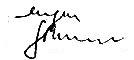
Unterschrift

Eugen Gomringer (* 20. Januar 1925 in Cachuela Esperanza) ist ein bolivianisch-schweizerischer Schriftsteller. Er gilt als Begründer der Konkreten Poesie und hat überwiegend in Deutschland gewirkt.

## Leben
Zum Zeitpunkt von Eugen Gomringers Geburt lebte sein Vater Eugen Gomringer senior, der Schweizer Direktor einer Kautschuk- und Gummifabrik in Bolivien, mit der analphabetischen Mestizin Delicia Rodríguez zusammen, Eugens Mutter. Als Gomringer zweieinhalb Jahre alt war, brachte ihn sein Vater in die Schweiz und kehrte nach Bolivien zurück. Gomringer wuchs bei seinen Grosseltern in Herrliberg auf. Den Kontakt hielten die Eltern – nebst einigen Besuchen alle paar Jahre – über «viele Briefe, lange Briefe». Mit 19 war Gomringer Leutnant und wollte Instruktionsoffizier werden. Von 1944 bis 1952 studierte er Nationalökonomie und Kunstgeschichte in Bern und Rom. Von 1954 bis 1957 arbeitete er als Sekretär von Max Bill an der Hochschule für Gestaltung Ulm. Er übertrug Bills handschriftliche Notizen ins Schreibmaschinenformat.
1953 gründete er mit Dieter Roth und Marcel Wyss die Zeitschrift Spirale, von 1960 bis 1965 gab er die Buchreihe konkrete poesie – poesia concreta heraus.
Von 1961 bis 1967 war Gomringer Leiter des Schweizerischen Werkbundes. Er leitete von 1967 bis 1985 den Kulturbeirat der Rosenthal AG in Selb. Als Professor für Theorie der Ästhetik lehrte er von 1977 bis 1990 an der Kunstakademie Düsseldorf. Gomringer war von 1966 bis 1968 Mitglied des documenta-Rates unter Leitung von Arnold Bode zur 4. documenta 1968 in Kassel. Er wählte die Schweizer Beiträge zur documenta 4 aus, wie u. a. Arbeiten von Richard Paul Lohse, Karl Gerstner, Christian Megert, Dieter Roth. 1986 hatte er eine Gastprofessur für Poetik in Bamberg und wurde 1988 Intendant des Internationalen Forums für Gestaltung in Ulm.
Rund 30 Jahre lang textete Gomringer, inspiriert von Konkreter Poesie, die Werbung der Warenhauskette ABM (Au Bon Marché).
Seit 1971 ist er Mitglied der Berliner Akademie der Künste. 2000 gründete er das Institut für Konstruktive Kunst und Konkrete Poesie (IKKP) an seinem langjährigen Wohnort, dem Dorf Wurlitz im oberfränkischen Rehau. Seine umfangreiche Sammlung konkreter Kunst und Poesie bildete den Grundstock des 1992 eröffneten Museums für Konkrete Kunst in Ingolstadt.
1997 wurde Gomringer mit dem Kulturpreis der Stadt Rehau ausgezeichnet. Im Jahr 2008 wurde er für seine Verdienste mit dem Bayerischen Verdienstorden ausgezeichnet. Im Juni 2010 waren er und seine Tochter Nora Gomringer für eine Poetik-Dozentur an die Universität Koblenz-Landau eingeladen.
Seinen gehobenen Lebensstil konnte sich Gomringer wegen seiner Verbindungen und seines Sinns für kommende Kunst leisten: Seine erste Sammlung verkaufte er für eine Million Franken an das Museum für konkrete Kunst in Ingolstadt. Die dritte Sammlung vermachte er Rehau.
Tochter Nora und sieben Söhne stammen aus Verbindungen mit drei Frauen.

### Gedichtciudad (avenidas)

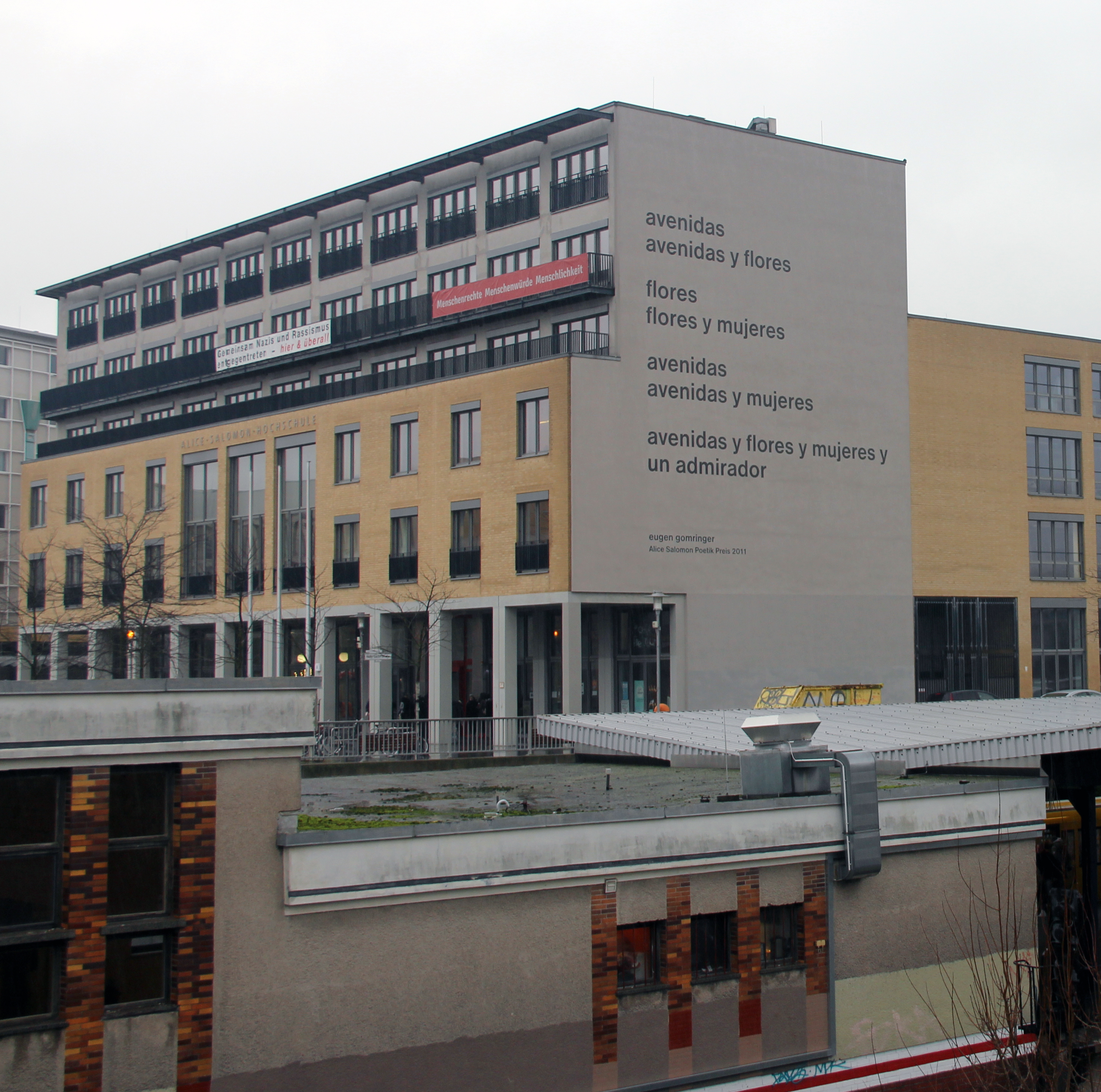
Gedicht avenidas als Wandmalerei in Berlin von 2011 bis 2018

Im Jahr 2011 vergab die Alice-Salomon-Hochschule Berlin den Alice-Salomon-Poetik-Preis 2011 an Eugen Gomringer. Aus diesem Anlass brachte die Hochschule sein aus dem Jahr 1951 stammendes Gedicht ciudad (avenidas) an der Südfassade an. 1954 war das Gedicht Anschauungsbeispiel für die von Gomringer entwickelte Technik der «Konstellation», hier «aus sechs spanischen Worten».

«Die Konstellation ist eine Aufforderung, kein Rezept, weder formal noch thematisch, sie nennt die ‹allzu menschlichen› sozialen und erotischen Probleme nicht. Wenn diese nicht im Leben gelöst werden können, gehören sie vielleicht in die Fachliteratur.»

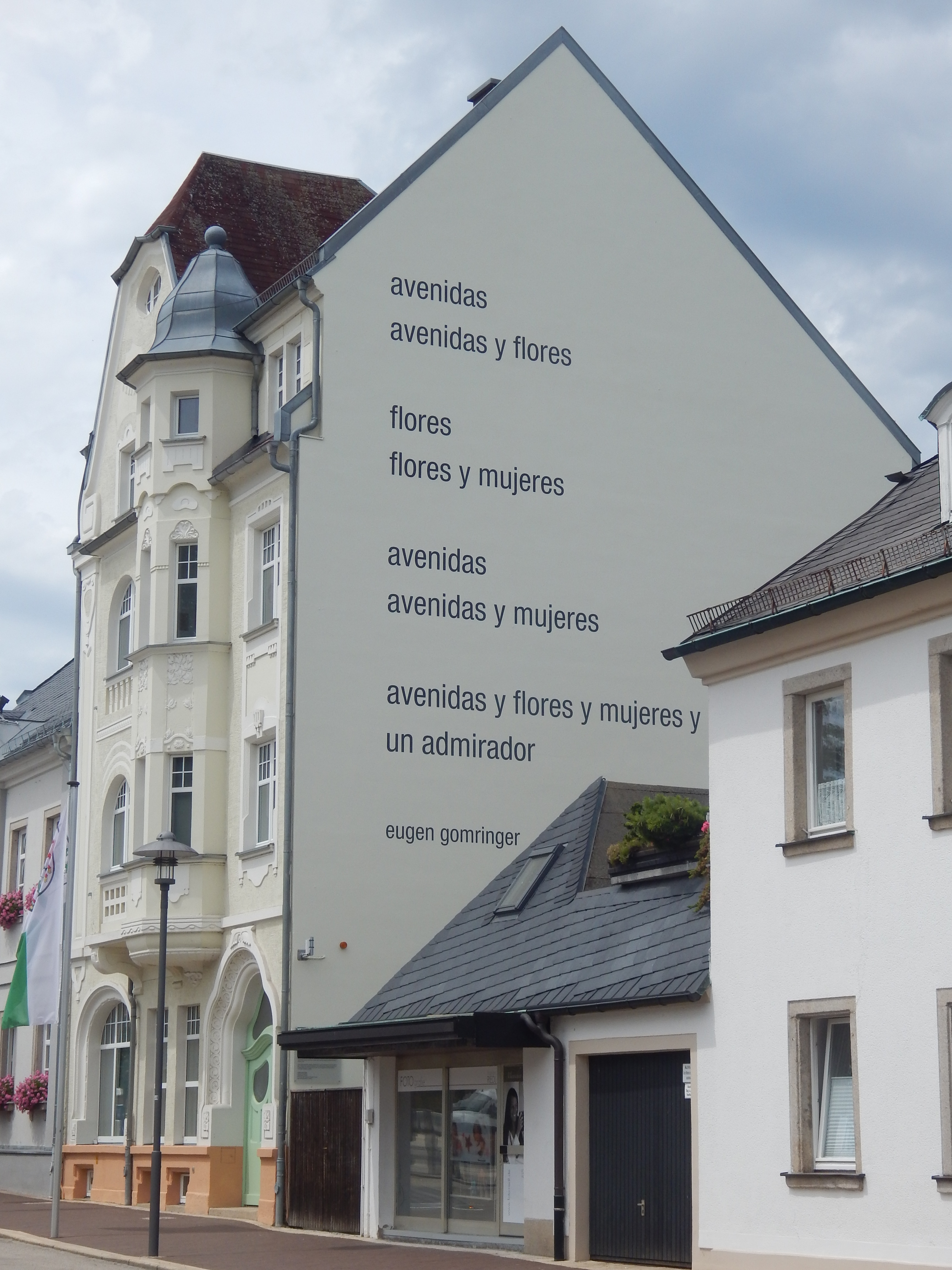
Das Gedicht avenidas 2018 an der Fassade des Museums in Rehau

2017 äußerte der Allgemeine Studierendenausschuss (AStA) Kritik an der Wandgestaltung mit dem Gedichttext, da dieser Frauen herabsetze, und verlangte die umgehende Entfernung. «Ob das Gedicht wirklich entfernt wird, steht allerdings noch nicht fest. Die Fassade an der Hochschule muss 2018 saniert werden, bei diesen Arbeiten soll auch eine mögliche Umgestaltung erfolgen. Es könne aber auch sein, dass im Zuge des Ideenwettbewerbs entschieden wird, das Gedicht beizubehalten,» sagte eine Sprecherin der Hochschule. Zum Stand der Auseinandersetzung zu Anfang Februar 2018 äußerte sich Jürgen Kaube in der FAZ und brachte die Position des AStA der Hochschule in die Nähe der Nazi-Debatte um «Entartete Kunst». Der Stadtrat der Gemeinde Rehau – des Wohnorts von Gomringer – hat auf Vorschlag der Stadtverwaltung beschlossen, das Gedicht avenidas an der Fassade des städtischen Gebäudes Maxplatz 9 anbringen zu lassen. Ebenso verfuhr die Wohnungsgenossenschaft Grüne Mitte Hellersdorf in Berlin, wo das Gedicht zwei Kilometer von der Alice-Salomon-Hochschule entfernt wieder an einer Hausfassade zu sehen ist – abends beleuchtet und auf einem zweiten Haus auch in deutscher Übersetzung. Die Hochschule übermalte das Gedicht mit einem Text der Lyrikerin Barbara Köhler.
In seinem 2021 erschienenen Künstlerbuch ein öffentlicher Text arbeitet Arne Schmitt die Debatte um Eugen Gomringers Gedicht ciudad (avenidas) auf. Er bedient sich dabei der Montage von Artikeln aus Zeitungen und Zeitschriften und stellt die Sprache in diesen Medien in den Mittelpunkt. Einige der Texte vereinfachen die Auseinandersetzung um das Gedicht und sind von der Lust am Skandal getrieben, andere versuchen zu beschreiben, zu erklären und zu vermitteln. Die Gegenüberstellung der unterschiedlichen Tonalitäten vermittelt den Zustand einer Mediensprache am Ende der 2010er Jahre in Deutschland.

### Beziehung zu Bolivien
Obwohl Gomringer kaum in Bolivien wirkte, gilt er dort als bolivianischer Poet, der in seiner Geburtsregion im Departamento Beni und darüber hinaus hohes Ansehen geniesst. Im Alter von drei Jahren verliess er den legendären Dschungelort Cachuela Esperanza und kam seither nur viermal nach Bolivien zurück. Bis heute hält er Kontakte zur Schriftsteller- und Künstlerszene des Landes. Sein Spitzname unter bolivianischen Freunden ist el Beniano genial (dt.: «der geniale Benianer»). Die wichtigste Zeitung im Osten Boliviens, El Deber, widmete Gomringer am 14. November 2015 in einer Sonderbeilage vier Seiten anlässlich seines Heimatbesuchs im Oktober. Dort stellte er in einer Konferenz in Santa Cruz sein Werk vor. Ausserdem erhielt er von der Universidad Autónoma del Beni (U.A.B.) in Trinidad die Ehrendoktorwürde.

## Konkrete Poesie

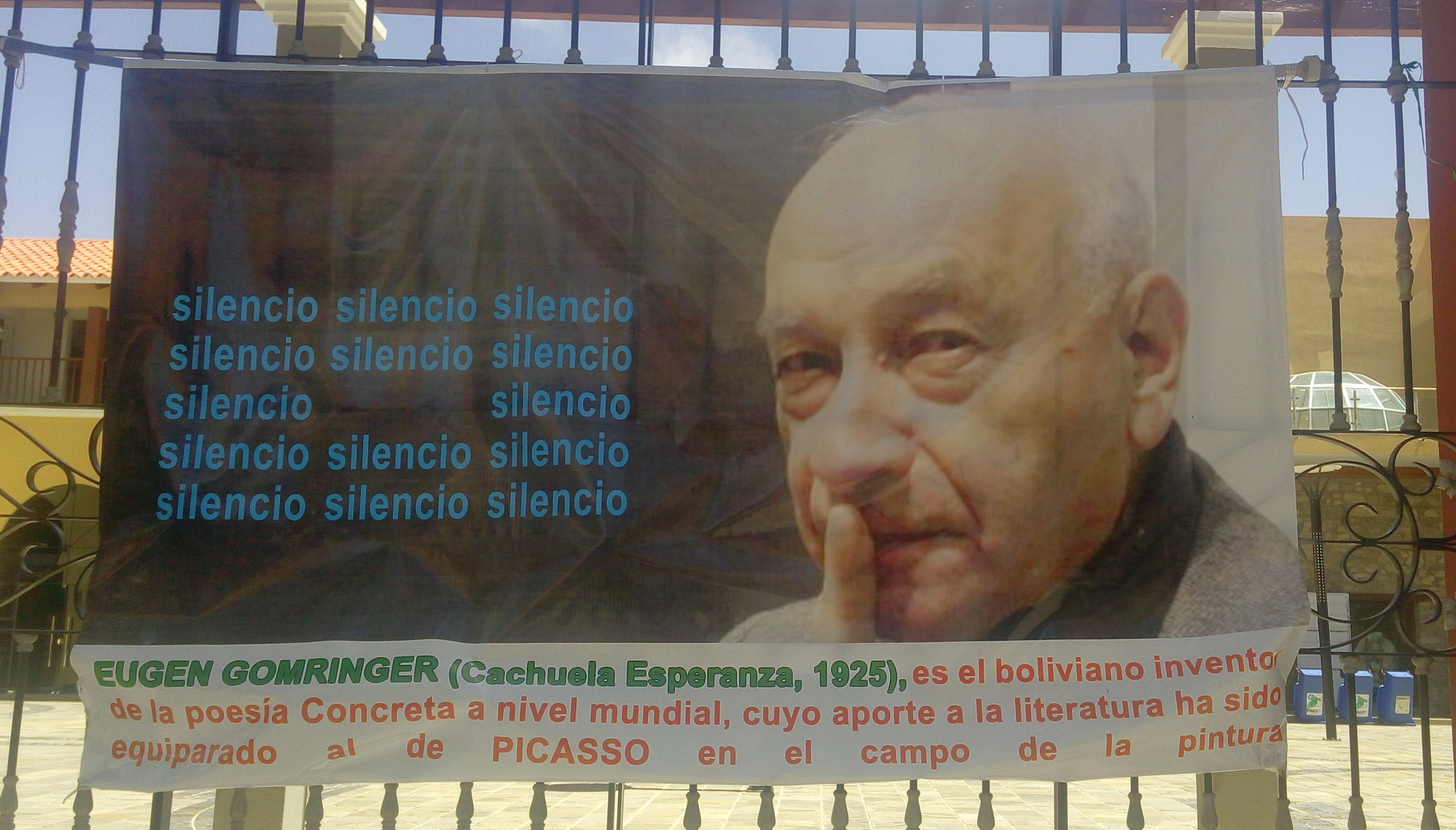
Gedicht silencio. Plakat in Tarija (2017)

Auf die Idee der Konkreten Poesie brachte ihn 1944 eine Ausstellung der Zürcher Konkreten, Inspiration war auch das Sparsame und Funktionale des Bauhauses.
1953 prägte Gomringer den Begriff «Konkrete Poesie» in Analogie zum Begriff der «Konkreten Kunst». In seinen Gedichten, die mit der Materialität der Schrift und des Schriftbildes spielen, folgt er der abstrakten – von ihm konstruktiv genannten – Malerei seiner Zeit. Gomringer führt in seinem zentralen Manifest vom vers zur konstellation die Auffassung des ästhetischen Objekts als funktionalen Gegenstand aus.
Karl Riha charakterisiert Eugen Gomringer im Nachwort von Theorie der Konkreten Poesie, Texte und Manifeste 1954–1997 mit den Worten:
«Er ist der Vater der deutschen Nachkriegsmoderne – und dies gleichermaßen durch programmatische Verlautbarungen wie extraordinäre poetische Texte, die bis heute – und über das Heute hinaus – ihre Spannkraft behalten haben. Er ist – im technischen wie im imaginativen Sinne des Begriffs – ein Erfinder, der die Sprache der Literatur nachhaltig verändert hat.»
Gomringer schreibt auf Deutsch, Schweizerdeutsch, Spanisch, Französisch und Englisch.

## Archiv
Das Archiv von Eugen Gomringer befindet sich seit 2018 im Schweizerischen Literaturarchiv in Bern.

## Auszeichnungen
- 2022: Pro meritis scientiae et Litterarum[18]

## Werke
- konstellationen. spiral press, Bern 1953.
- das stundenbuch. Max Hueber Verlag, München 1965.
- worte sind schatten – die konstellationen 1951–1968. Rowohlt, Reinbek 1969.
- Kommandier(t) die Poesie! : Biografische Berichte. Edition Signathur, Dozwil 2006, ISBN 3-908141-35-4.
- Poesie um den Weissenstädter See. Das Stundenbuch von Eugen Gomringer. Fotograf: Marcellus Kaiser. Kaiser, Rehau 2006, ISBN 978-3-939426-00-4 und ISBN 3-939426-00-8.
  - siehe: Das Stundenbuch von Eugen Gomringer
- Zusammen mit Anton Stankowski: Gucken – Ein Kinderbuch. Leonberg 1980.
- Das Werk von Edgar Knoop. Ein kinetisches Programm für Licht, Farbe und Bewegung. In: Lichtkinetische Collagen. Lichtkinetische Reliefs. Lichtkinetische Stelen. Wilhelm-Hack-Museum, Ludwigshafen, und Heidelberger Kunstverein, München 1993.
- Vom Rand nach Innen, die Konstellationen 1951–1995. Gesamtwerk Band I. Edition Splitter, Wien 1995, ISBN 3-901190-19-8.
- Theorie der Konkreten Poesie, Texte und Manifeste 1954–1997. Gesamtwerk Band II. Edition Splitter, Wien 1997, ISBN 3-901190-34-1.
- Zur Sache der Konkreten, eine Auswahl von Texten und Reden über Künstler und Gestaltungsfragen 1958–2000. Gesamtwerk Band III. Edition Splitter, Wien 2000, ISBN 3-901190-30-9.
- mit Georg Pöhlein und Cornelius Schnauber: Gomringer – Wurlitz. Verlag Bibliothek der Provinz, Weitra 2001, ISBN 3-85252-415-6.
- mit Josef Linschinger: Das Stundenbuch: in Kanji und Code. Verlag Bibliothek der Provinz, Weitra 2005, ISBN 3-85252-627-2.
- Quadrate aller Länder. Gesamtwerk Band IV. Edition Splitter, Wien 2006, ISBN 3-901190-90-2.
- 100 Jahre Konkrete Kunst – Struktur und Wahrnehmung. Verlag Bibliothek der Provinz, Weitra 2010, ISBN 978-3-902416-48-3.
- admirador, Sonette, Essays, Vorträge, biografische und autobiografische Texte, Prosa und Märchen aus sechzig Jahren. Matthes & Seitz, Berlin 2012, ISBN 978-3-88221-592-2.
- der begegnungen sonette, encounter sonnets (Übersetzung ins Englische von Markus Marti). EDITION SIGNAThUR, Dozwil 2013, ISBN 978-3-908141-89-1.
- welt im sonett. sämtliche sonette, EDITION SIGNAThUR, Dozwil 2019, ISBN 978-3-906273-36-5.